# Llaves para protección de software
Llaves para protección de software es un sistema de seguridad basado en hardware el cual brinda protección al software contra la piratería y el uso ilegal, permitiendo el acceso y ejecución únicamente cuando la llave está conectada al PC. Las llaves contienen un motor de cifrado de alta seguridad en el cual todo el proceso se realiza dentro del hardware sin abandonar en ningún momento la llave. 
Durante la ejecución, el software protegido envía secuencias cifradas a la llave que las descifra produciendo una respuesta que no se puede emular. Si la respuesta de la llave es correcta la aplicación sigue funcionando. Si la llave no está conectada o la respuesta es incorrecta, la aplicación no se ejecuta.
Una desventaja importante es la parte en la cual es necesaria una llave por cada copia del programa, con esto el precio y costo de fabricación incrementan su valor y pueden surgir problemas de distribución. Por lo tanto las llaves se utilizan sobre todo con programas muy caros y no con shareware.
- Datos: Q5977767